# 襄州区
襄州区（じょうしゅう-く）は、中華人民共和国湖北省襄陽市に位置する市轄区。古くから交通の要衝等の重要拠点として大きな都市が形成されていた。2010年12月、襄樊市が襄陽市に改名され、それに伴い襄陽区が襄州区に改名された。

## 地理
漢水の中流域に当たり、その南岸にあって、樊城と対峙している。古来より、関中（陝西省）、中原（河北省・河南省）、長江中流域という三つの重要な地域を結ぶ要の位置にあり、また、漢水沿岸の最大の都市として、交通の要衝の位置を占めていた。

## 歴史
漢初に襄陽県が設置されたのが行政区画の初見である。新朝に相陽県と改称されたが、後漢が成立すると再び襄陽県に戻されている。後漢末に荊州の治所が襄陽に定められて以来、この地の政治的、軍事的な重要度は高まり、三国時代には魏・呉・蜀（蜀漢）の重要な係争地の一つとなり、襄陽の戦いがあった。なお、諸葛亮が当初寓居していたのは、襄陽西北郊外の隆中山である。
南宋には襄陽府が設置され、北方の金朝・元朝に対する前線基地となり、激しい攻防戦が繰り広げられた。著名な回回砲が用いられたのは、元朝の南宋に対する、5年間にわたる襄陽攻略戦（襄陽・樊城の戦い）でのことであった。最終的には漢水封鎖により襄陽・樊城の連絡を絶たれた宋軍は襄陽を失っている。襄陽の河岸は船舶航行に不向きであり、商業は対岸の樊城の方が盛んであった。それに対して、襄陽は政治（行政）・軍事・教育の中心地となっている。元朝以降も政治的・軍事的重要性が認められ、元朝は襄陽路、明朝は襄陽府を設置している。
明末には李自成率いる反乱軍が襄陽を占領、襄京と改称し、ここで大順を建国している。まもなくして襄陽は明軍に奪還されたが、大順は新本拠地の西安に移り、やがて明朝を滅亡させる事になる。
中華民国建国当初は襄陽道の管轄とされたが、1927年（民国16年）の道制廃止以降は湖北省直轄とされた。しかし1928年（民国18年）に行政督察区制度が施行されると北行政公署に、1932年（民国21年）には第八行政督察区、1936年（民国25年）には第五行政督察区の行政監督を受けた。また1930年7月から1932年6月にかけては中国共産党により黄竜壋一帯に襄陽県ソビエト政権が樹立され、鄂豫辺区の管轄とされた。
1948年（民国37年）1月、国共内戦により区域を実効支配した中国共産党は襄陽県愛国民主政府を設置、桐柏行政区公署第三専署及び漢南弁事処の管轄とした。1949年（民国38年）2月、襄陽行政区専員公署、中華人民共和国成立後は襄陽専員公署（1968年8月に襄陽地区革命委員会、1978年に襄陽地区行政公署と改称）の管轄とされた。
1983年10月、地級市の襄樊市に移管、2001年には襄陽県は廃止となり、襄樊市の市轄区としての襄陽区が成立した。2010年12月、襄州区に改名された。

## 行政区画
- 街道:張湾街道、劉集街道、肖湾街道、六両河街道
- 鎮:竜王鎮、石橋鎮、黄集鎮、伙牌鎮、古駅鎮、朱集鎮、程河鎮、双溝鎮、張家集鎮、黄竜鎮、峪山鎮、東津鎮